# パトリック・ドルグ
パトリック・ドルグ（Patrick Dorgu, 2004年10月26日 - ）は、デンマーク・コペンハーゲン出身のプロサッカー選手。プレミアリーグ・マンチェスター・ユナイテッドFC所属。デンマーク代表。ポジションはディフェンダー（サイドバック）。

## 経歴

### クラブ
コペンハーゲン近郊のフーサムで育ち、地元のクラブで兄弟とともにサッカーを始めた。後にノアシェランの下部組織に入団し、2022年7月にイタリアに渡り、レッチェレッチェのプリマヴェーラに入団。2023年2月には、クラブとの契約を2027年6月末まで延長することで合意。
2022-23シーズンは下部リーグながら主力として活躍し、トップチームデビュー前ながらリヴァプール、マンチェスター・ユナイテッド、バルセロナなどからの関心が報じられた。
2023-24シーズンにトップチームに昇格し、2023年8月13日、コッパ・イタリアのコモ戦でプロデビュー。2024年2月2日、リーグ第23節のフィオレンティーナ戦で、この試合の決勝点となるセリエA初ゴールを挙げた。
2025年2月3日、イングランドのマンチェスター・ユナイテッドに5年半契約で完全移籍。移籍金は2,500万ポンドと報じられている。2月7日、FAカップのレスター・シティ戦で移籍後初出場。

### 代表
2022年からデンマークの世代別代表に選出され、UEFA U-19欧州選手権予選（2ゴール1アシスト）、UEFA U-21欧州選手権予選（3アシスト）などに出場した。
2024年9月5日、UEFAネイションズリーグのスイス戦でA代表初出場。この試合で代表初ゴールも記録した。

## 人物
- ドルグ一家はナイジェリアからの移民で、同国の国籍も所有している[14]。

## 個人成績

### クラブ
| 国内大会個人成績 | 国内大会個人成績  | 国内大会個人成績 | 国内大会個人成績 | 国内大会個人成績 | 国内大会個人成績 | 国内大会個人成績 | 国内大会個人成績 | 国内大会個人成績 | 国内大会個人成績 | 国内大会個人成績 | 国内大会個人成績 |
| 年度             | クラブ            | 背番号           | リーグ           | リーグ戦         | リーグ戦         | リーグ杯         | リーグ杯         | オープン杯       | オープン杯       | 期間通算         | 期間通算         |
| 年度             | クラブ            | 背番号           | リーグ           | 出場             | 得点             | 出場             | 得点             | 出場             | 得点             | 出場             | 得点             |
| イタリア         | イタリア          | イタリア         | イタリア         | リーグ戦         | リーグ戦         | イタリア杯       | イタリア杯       | オープン杯       | オープン杯       | 期間通算         | 期間通算         |
| ---------------- | ----------------- | ---------------- | ---------------- | ---------------- | ---------------- | ---------------- | ---------------- | ---------------- | ---------------- | ---------------- | ---------------- |
| 2023-24          | レッチェ          | 13               | セリエA          | 32               | 2                | 2                | 0                | -                | -                | 34               | 2                |
| 2024-25          | レッチェ          | 13               | セリエA          | 21               | 3                | 2                | 0                | -                | -                | 23               | 3                |
| イングランド     | イングランド      | イングランド     | イングランド     | リーグ戦         | リーグ戦         | FLカップ         | FLカップ         | FAカップ         | FAカップ         | 期間通算         | 期間通算         |
| 2024-25          | マンチェスター・U | 13               | プレミアリーグ   | 12               | 0                | 0                | 0                | 1                | 0                | 13               | 0                |
| 通算             | イタリア          | イタリア         | セリエA          | 53               | 5                | 4                | 0                | -                | -                | 57               | 5                |
| 通算             | イングランド      | イングランド     | プレミアリーグ   | 12               | 0                | 0                | 0                | 1                | 0                | 13               | 0                |
| 総通算           | 総通算            | 総通算           | 総通算           | 65               | 5                | 4                | 0                | 1                | 0                | 70               | 5                |

### 代表
| デンマーク代表 | 国際Aマッチ | 国際Aマッチ |
| 年             | 出場        | 得点        |
| -------------- | ----------- | ----------- |
| 2024           | 4           | 1           |
| 2025           | 3           | 0           |
| 通算           | 7           | 1           |

#### ゴール
| #  | 年月日       | 開催地                                | 対戦国 | 勝敗 | 試合概要                               |
| -- | ------------ | ------------------------------------- | ------ | ---- | -------------------------------------- |
| 1. | 2024年9月5日 | パルケン・スタディオン（ デンマーク） | スイス | ○2-0 | UEFAネーションズリーグ2024-25・リーグA |